# 黃纘祖
黃纘祖（1585年—17世紀），字祖其，號南屏，陝西西安府咸寧縣人，匠籍，明朝政治人物。

## 生平
萬曆四十年（1612年）壬子科陝西鄉試第四十九名舉人，天啟二年（1622年）中式壬戌科會試第三百十九名，三甲第一百十三名進士。都察院觀政，授汾陽縣知縣，四年（1624年）任山西鄉試同考官，崇禎二年（1629年）調趙城縣知縣，四年（1631年）考選，五年（1632年）升禮部主事。

## 家族
曾祖黃臣，封工部虞衡司主事；祖父黃雲，山西按察司副使；父黃橙，贈汾陽縣知縣。前母王氏、王氏、聶氏；母趙氏。慈侍下。兄黃承祖、黃襲祖、黃紹祖、黃守祖、黃述祖，弟黃肖祖、黃洪祖。妻聶氏。子黃璁、黃璟、黃璣、黃珣。